# Ортованадат натрия
Ортованадат натрия — неорганическое соединение, соль щелочного металла натрия и (несуществующей) ортованадиевой кислоты с формулой Na3VO4, белые кристаллы, хорошо растворимые в холодной воде, разлагаются в горячей, образует кристаллогидраты.

## Получение
- Растворение оксида ванадия(V) в растворе едкого натра:

{\displaystyle {\mathsf {V_{2}O_{5}+6NaOH\ {\xrightarrow {}}\ 2Na_{3}VO_{4}+3H_{2}O}}}
- Реакция метаванадата натрия с концентрированным раствором едкого натра:

{\displaystyle {\mathsf {NaVO_{3}+2NaOH\ {\xrightarrow {}}\ Na_{3}VO_{4}+H_{2}O}}}
- Реакция метаванадата аммония с концентрированным раствором едкого натра:

{\displaystyle {\mathsf {NH_{4}VO_{3}+3NaOH\ {\xrightarrow {100^{o}C}}\ Na_{3}VO_{4}+NH_{3}\uparrow +2H_{2}O}}}

## Физические свойства
Ортованадат натрия образует белые кристаллы кубической сингонии.
Хорошо растворяется в воде с гидролизом по аниону, не растворяется в этаноле.
Образует кристаллогидраты состава Na3VO4•n H2O, где n = 7, 9, 10, 12, 13 и 16.

## Химические свойства
- Безводную соль получают разрушением кристаллогидрата:

{\displaystyle {\mathsf {Na_{3}VO_{4}\cdot 10H_{2}O\ {\xrightarrow {300^{o}C}}\ Na_{3}VO_{4}+10H_{2}O}}}
- Разлагается в горячей воде:

{\displaystyle {\mathsf {Na_{3}VO_{4}+H_{2}O\ {\xrightarrow {100^{o}C}}\ NaVO_{3}+2NaOH}}}
- С разбавленной серной кислотой образует оранжевый декаванадат натрия:

{\displaystyle {\mathsf {10Na_{3}VO_{4}+12H_{2}SO_{4}\ {\xrightarrow {}}\ Na_{6}V_{10}O_{28}+12Na_{2}SO_{4}+12H_{2}O}}}
- Концентрированная серная кислота разрушает соединение до оксида:

{\displaystyle {\mathsf {2Na_{3}VO_{4}+6H_{2}SO_{4}\ {\xrightarrow {}}\ V_{2}O_{5}\downarrow +6Na_{2}SO_{4}+3H_{2}O}}}
- Восстанавливается цинком и серной кислотой до сульфата ванадила:

{\displaystyle {\mathsf {2Na_{3}VO_{4}+Zn+6H_{2}SO_{4}\ {\xrightarrow {\tau }}\ 2VOSO_{4}+3Na_{2}SO_{4}+ZnSO_{4}+6H_{2}O}}}